# Saskatchewan
Saskatchewan (česky také Saskačevan) je kanadská provincie, prostřední ze tří kanadských prérijních provincií. Saskatchewan je ohraničen na západě Albertou, na severu Severozápadními teritorii, na východě Manitobou a na jihu státy USA Montanou a Severní Dakotou. Má rozlohu 651 900 km² a přibližně 1,13 milionu obyvatel (988 980 k  1. dubnu 2006, k dubnu 2011 byla populace Saskatchewanu odhadována na 1 053 960 obyvatel.) Místní usedlíci žijí převážně v jižní polovině provincie. Přes 250 000 obyvatel žije v největším městě provincie Saskatoonu, zatímco zhruba 210 000 v hlavním městě provincie Regině. Dalšími velkými městy jsou Prince Albert, Moose Jaw, Yorkton, Swift Current a North Battleford.
Saskatchewan byl poprvé prozkoumáván Evropany v roce 1690 a obydlen roku 1774, před nimi již byl obýván různými domorodými skupinami. Kromě bělochů představují významnou etnickou skupinu indiáni (14,8 %): Métisové a první národy. Provincií se stal roku 1905. Současný premiér Saskatchewanu je Brad Wall a guvernérporučík Saskatchewanu je Gordon Barnhart. Hlavními hospodářskými odvětvími provincie jsou zemědělství, těžba a energetika.
Jméno provincie se odvozuje od řeky Saskatchewan. Dříve byla řeka v kríkštině nazývána kisiskāciwani-sīpiy („bystře tekoucí řeka“).

## Geografie
Při pohledu z vesmíru vypadá Saskatchewan téměř jako čtyřúhelník. Díky velikosti území se na mapách zdají být úseky hranice stanovené rovnoběžkami (49. a 60. severní šířky) zakřiveny. Navíc je východní hranice částečně přihnutá a odkloněná od linie poledníku, jelikož prvními průzkumníky byla stanovena korekční linie ještě před usedlostním plánem (1880–1928).

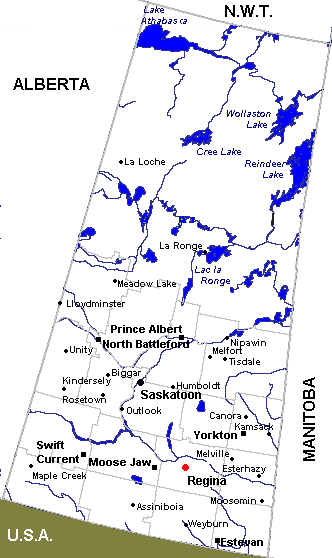
Mapa provincie

Společně s Albertou je Saskatchewan jednou ze dvou vnitrozemských provincií Kanady.
Většina saskatchewanského obyvatelstva obývá jižní třetinu provincie, tj. jižně od 53. rovnoběžky.
Saskatchewan je tvořen dvěma hlavními přírodními oblastmi: Kanadským štítem na severu a Vnitřními planinami na jihu. Severní Saskatchewan je pokryt většinou boreálním lesem s výjimkou písečných přesypů u jezera Athabaska, které jsou největšími pohyblivými dunami na světě ležícími severně od 58. rovnoběžky. Tyto duny přiléhají k jižnímu břehu jezera Athabaska. Jižní Saskatchewan zahrnuje další areál plný dun známý jako „Velké písečné kopce“, které pokrývají plochu větší než 300 km2. Cypřišové kopce, nacházející se v jihozápadním rohu Saskatchewanu a Killdeer Badlands (Grasslands National Park), jsou oblasti, které zůstaly během poslední doby ledové nezaledněny.
Nejvyšší bod provincie má nadmořskou výšku 1 468 m a nachází se v Cypřišových kopcích. Je to bod s nejvyšší nadmořskou výškou v celé oblasti mezi Skalistými horami a Québecem. Nejnižší bod se nachází na břehu jezera Athabaska ve výšce 213 m. Provincie má čtrnáct hlavních odtokových oblastí různých řek a povodí vlévajících se do Severního ledového oceánu, Hudsonova zálivu a Mexického zálivu.

### Podnebí
Saskatchewan má větší počet slunečných hodin než jakákoliv jiná kanadská provincie. Tato provincie leží poměrně daleko od význačnějších vodních ploch a tento fakt, společně se zeměpisnou šířkou, určuje teplou variantu humidního kontinentálního klimatu (Köppnův typ Dfb) ve střední většině východní části a také v Cypřišových kopcích, od nichž se podnebí postupně vysušuje až k semiaridnímu stepnímu klimatu (Köppnův typ BSk) v jižní a jihozápadní části provincie. Severní části Saskatchewanu — zhruba od La Ronge na sever — má subarktické klima (Köppnův typ Dfc). Léta mohou být velmi horká, občas s teplotami přes 32 °C během dne. Vlhkost se snižuje od severu k jihozápadu. Teplé jižní větry vanou ze Spojených států amerických po většinu července a srpna, zatímco zimy mohou být velmi mrazivé, s nejvyššími teplotami nepřesahujícími po celé týdny –17 °C. Teplé větry chinook často vanou ze západu a přinášejí období mírnějšího počasí. Roční srážkové průměry se napříč provincií pohybují od 300 do 450 milimetrů, s největšími objemy srážek v červnu, červenci a srpnu.
Historicky nejvyšší teploty naměřené v Kanadě pocházejí ze Saskatchewanu. Teploty zde dosáhly až 45 °C v Midale a v Yellow Grassu. Nejnižší vůbec kdy zaznamenaná teplota byla −56,7 °C v Prince Albertu, což je město severně od Saskatoonu.
| Město            | Červenec (°C) | Červenec (°F) | Leden (°C) | Leden (°F) |
| ---------------- | ------------- | ------------- | ---------- | ---------- |
| Estevan          | 27/13         | 81/55         | –9/–20     | 16/–4      |
| Weyburn          | 26/12         | 79/54         | –10/–21    | 14/–6      |
| Moose Jaw        | 26/12         | 79/54         | –8/–19     | 18/–2      |
| Regina           | 26/11         | 79/52         | –10/–22    | 14/–8      |
| Saskatoon        | 25/11         | 77/52         | –12/–22    | 10/–8      |
| Melville         | 25/11         | 77/52         | –12/–23    | 10/–9      |
| Swift Current    | 25/11         | 77/52         | –7/–17     | 19/1       |
| Humboldt         | 24/11         | 75/52         | –12/–23    | 10/–9      |
| Melfort          | 24/11         | 75/52         | –14/–23    | 7/–9       |
| North Battleford | 24/11         | 75/52         | –12/–22    | 10/–8      |
| Yorkton          | 24/11         | 75/52         | –13/–23    | 9/–9       |
| Lloydminster     | 23/11         | 73/52         | –10/–19    | 14/–2      |

## Administrativní dělení

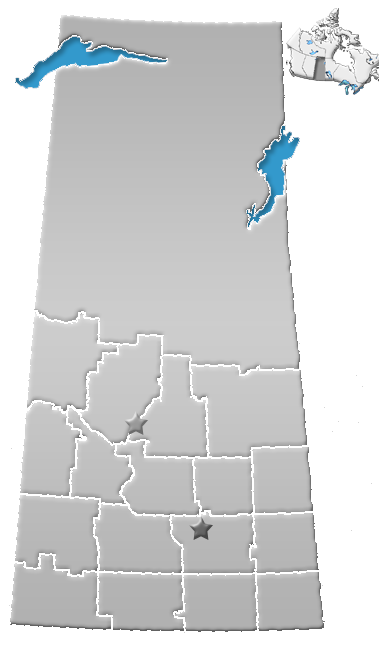
Rozdělení Sakatchewanu na statistické díly. Hvězdičky ukazují, poněkud nepřesně, Reginu (vpravo) a Saskatoon.

Základní správní jednotkou v Saskatchewanu jsou obce (community), které se třídí podle typu správy na sdružené do místních rad (incorporated municipalities), nesdružené (unincorporated communities) a obce původních národů (First Nations). Místních rad je celkem 786. Zvláštní postavení má Severosaskatchewanská správní oblast (Northern Saskatchewan Administration District), pro jejíž obce platí jiná definice než pro zbytek provincie.
Pro statistické účely se Saskatchewan dělí na 18 částí (census division). Jsou číslovány směrem od jihovýchodu na severozápad. Níže jsou uvedena jejich čísla a příslušná nejlidnatější sídla.
1. Estevan
2. Weyburn
3. Assiniboia
4. Maple Creek
5. Melville
6. Regina
7. Moose Jaw
8. Swift Current
9. Yorkton
10. Wynyard
11. Saskatoon
12. Battleford
13. Kindersley
14. Melfort
15. Prince Albert
16. North Battleford
17. Lloydminster
18. La Ronge[p 1]

## Zajímavosti
V provincii Saskatchewan se pěstuje polovina světové produkce čočky.

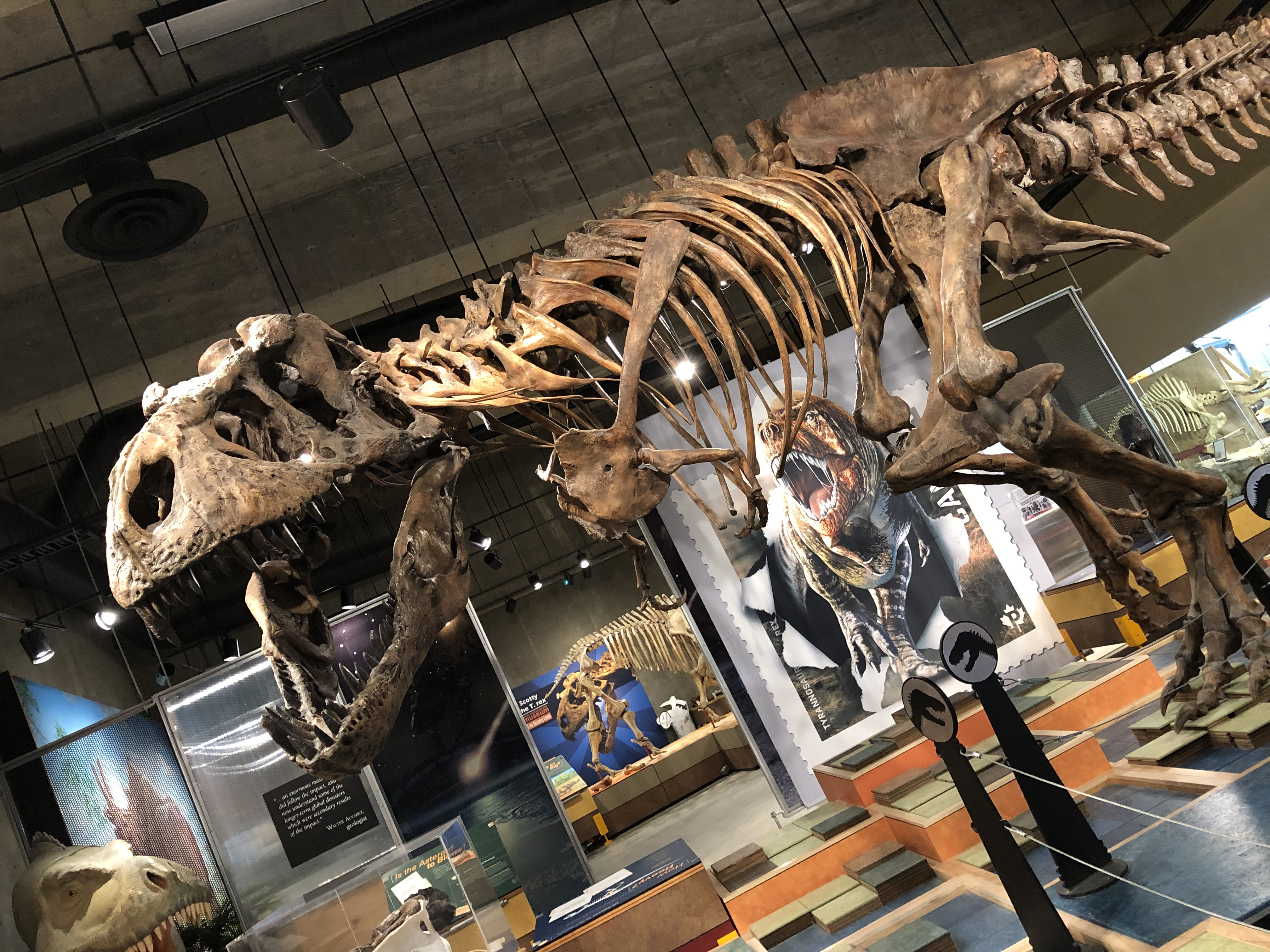
Replika kostry exempláře "Scotty" v instituci T. rex Research Center u města Eastend.

Na území této provincie se nacházejí výchozy geologického souvrství Frenchman datovaného do období pozdní svrchní křídy (asi před 68 až 66 miliony let). Mezi nejzajímavější paleontologické objevy z těchto vrstev se řadí kosterní exemplář druhu Tyrannosaurus rex s přezdívkou „Scotty“, který byl objeven v srpnu roku 1991. Tento obří jedinec tyranosaura měřil na délku asi 13 metrů a podle odhadů vážil téměř 8 900 kilogramů. Je tak jedním z největších dravých dinosaurů známých vědě.